# La Grande Triade
La Grande Triade est un livre de René Guénon paru en 1946. L'auteur se fonde sur le ternaire « Ciel, Terre, Homme » du taoïsme, qu'il compare avec d'autres ternaires provenant de différentes traditions spirituelles, pour lui donner un sens universel et pour expliquer que, d'après lui, la « mission » de l'homme sur terre est d'équilibrer les deux principes métaphysiques symbolisés par la Terre et le Ciel et d'en être le « médiateur ».

## Contenu

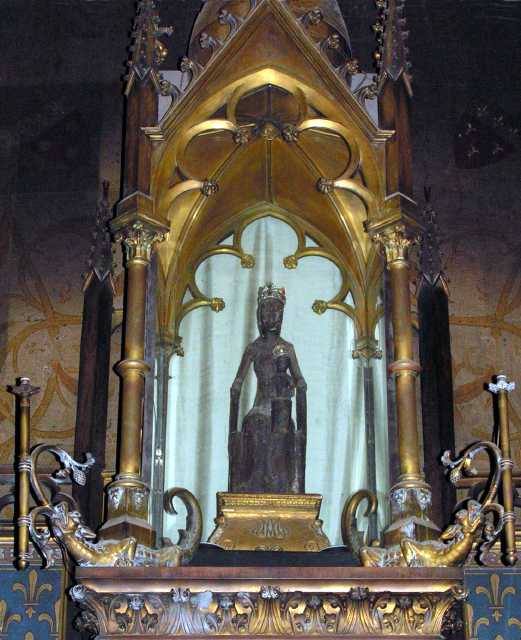
Vierge noire de Rocamadour. D'après Guénon, la Vierge correspond dans le christianisme au principe désigné par la Terre dans la « Grande Triade ». La couleur noire rend la signification d'autant plus claire.

Guénon commence par expliquer que la triade extrême-orientale (appelée « Grande Triade ») est formée de deux termes complémentaires : la Terre et le Ciel et d'un troisième, « l'Homme », qui en est la résultante. Il explique qu'il existe un très grand nombre de ternaires dans les traditions spirituelles. Ces ternaires ont des significations très variées : des exemples célèbres sont la Trinité chrétienne (le Père, le Fils et le Saint-Esprit), la Trimūrti hindoue (Brahmâ, Vishnou et Shiva), ou le ternaire Osiris, Isis, et Horus de l'Égypte antique,. Il explique que ces ternaires sont très nombreux et ne concernent pas seulement les triades divines. Il donne d'autres exemples : les ternaires « Esprit-âme-corps  », « Providence-volonté-destin » ou  le ternaire lié à l'organisation sociale  de nombreux peuples (en particulier les Indo-Européens) : brahmanes (prêtres), kshatriyas (guerriers), et la caste productive des vaishyas. Ce dernier ternaire est lié  à la théorie de la trifonctionnalité étudiée en détail par Georges Dumézil. Les ternaires traditionnels peuvent être classés en différentes familles correspondant à des structures particulières. Cependant, il insiste sur le fait que, même si les structures sont similaires, il faut se garder d'assimilations trop rapides car chaque terme du ternaire dépend du contexte de chaque tradition,. Il explique, par exemple, que la Trinité chrétienne ne correspond pas à une structure similaire à celle de la « Grande Triade » mais peut être rapproché du ternaire Sat-Chit-Ânanda (en) de l'hindouisme. Cela ne veut pas dire que l'on peut identifier chaque terme totalement car les contextes religieux sont très différents. Il ajoute que la « Grande Triade » correspondrait plutôt à un ternaire chrétien de type le Père (le Ciel), la Mère (la Terre) et le Fils (l'« Homme »). Le Fils est le Christ, la Mère est la Vierge, c'est-à-dire Marie. La Vierge est, en effet, d'après Guénon, un équivalent de Prakriti dans l'hindouisme qui est désigné comme la Terre comme dans la tradition taoïste,. L'assimilation de la Vierge à la Terre est particulièrement visible dans les figurations symboliques de la  Vierge noire.

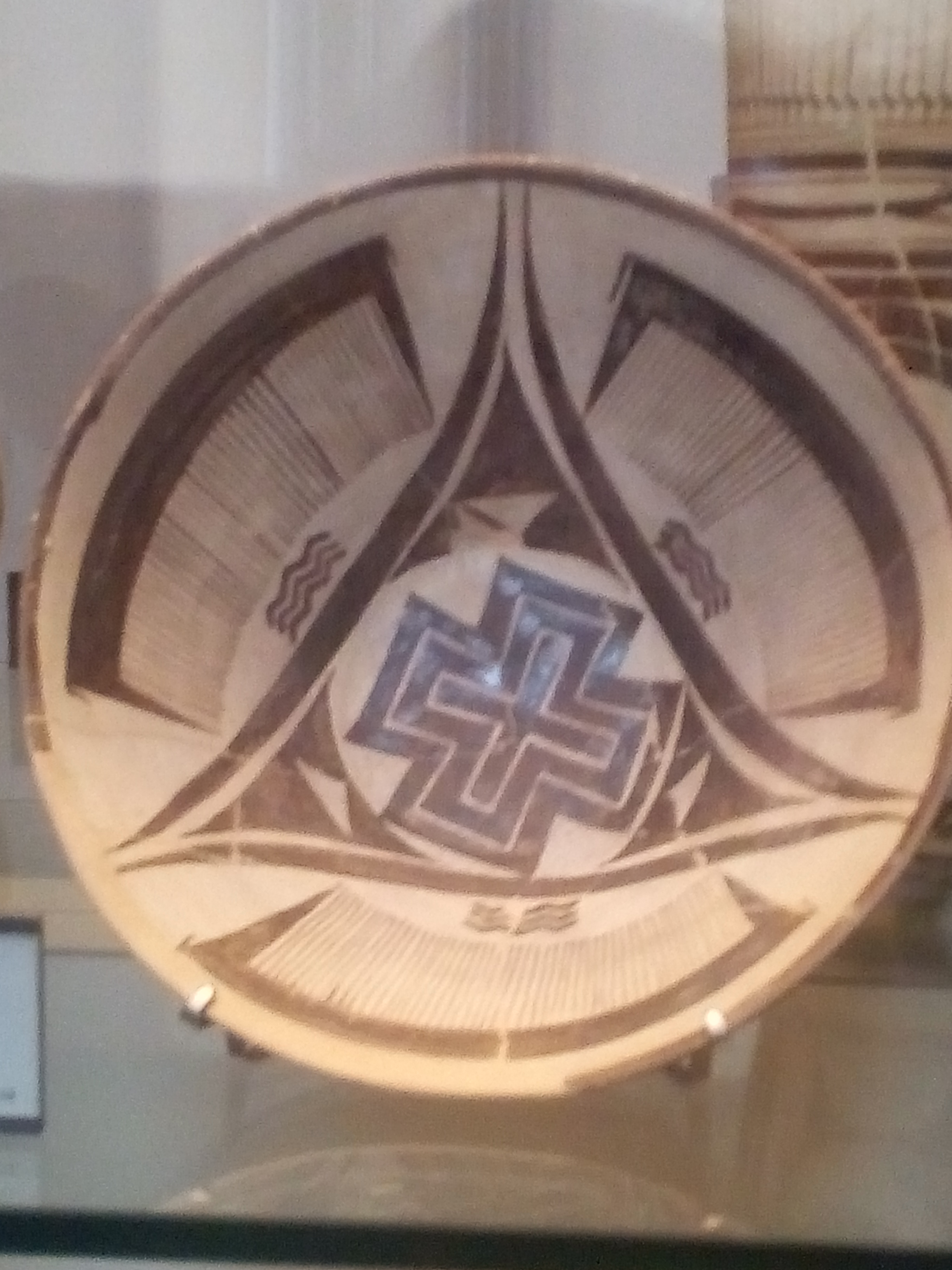
Vase avec croix, fin du trouvé à Suse (Iran), Musée du Louvre. Les petites formes ondulées, que l'on retrouve très souvent dans la préhistoire ou l'antiquité, sont d'après Guénon le symbole des eaux primordiales, le principe passif correspondant à la Terre. Les signes ressemblant à de grands peignes symbolisent en fait la pluie : la pluie, comme les rayons du Soleil, se retrouve très souvent comme un symbole de l'activité du Ciel, le principe suprême du point de vue de la manifestation, la croix au milieu symbolise le résultat de l'union des deux principes : ce pourrait être ici un monde ou l'« Homme » en tant qu'il est le « Fils » des deux principes, donc de l'être qui a atteint la réalisation ultime, l'« Homme universel ».

Les deux premiers termes (le Ciel et la Terre) doivent être placés au même niveau : l'« Homme » est le produit de l'union des deux. Jusqu'à présent, les théologiens catholiques  avaient reproché à Guenon d'avoir ramené l'être humain à n'être qu'un état transitoire voué à disparaître (ce que pouvait laisser penser L'homme et son devenir selon le Vêdânta et Les États multiples de l'être), ce qui semblait en contradiction au rôle central assigné à l'homme dans le message judéo-chrétien. Par exemple, le Père Russo avait reproché à Guénon sa vision pessimiste de l'histoire et qu'il n'avait rien à dire sur la « destinée humaine ». Or, il avait écrit à plusieurs reprises, en particulier dans  Le Symbolisme de la Croix, que l'être humain avait une fonction particulière dans son monde : « l’être humain a, dans le domaine d’existence individuelle qui est le sien, un rôle que l’on peut véritablement  qualifier  de  « central » par  rapport  à  tous  les  autres  êtres  qui  se  situent pareillement  dans  ce  domaine ». Le symbolisme lié à la « Grande Triade » permet à Guénon de rappeler le rôle central que joue, d'après lui, l'être humain dans son domaine d'existence (dans son domaine d'existence mais pas dans l'ensemble de l'« Existence universelle »). 
Dans Les États multiples de l'être, Guénon avait défini ses grandes notions métaphysiques : le « Principe » ultime, l'« Infini », ensuite le « Non-Être » et l'« Être », ce dernier est le principe de la manifestation.  Mais pour expliquer, de notre point de vue relatif, le processus de déploiement de la manifestation, il faut que « l'Être » se « polarise » en deux principes qui correspondent ici au Ciel et à la Terre. Guénon prétend uniquement reprendre les principes métaphysiques que l'on retrouve dans de très nombreuses traditions : en particulier, il avait déjà expliqué toutes les notions précédentes dans L'Homme et son devenir selon le Vêdânta. En termes hindous, Le Ciel correspond à purusha et la Terre à prakriti,. Les orientalistes ont réalisé que Guénon suivait à la lettre (pour l'adapter ensuite à d'autres traditions) la métaphysique provenant d'une école tardive du Vêdânta de Shankara soit celle de Vallabha soit celle de Vijnanabhikshu, écoles qui font jouer un rôle important au Sâmkhya (d'où l'importance des notions de  purusha et prakriti)
. Il a appris cette formulation du maître hindou qu'il a rencontré très jeune,. Il fait toutes sortes d'autres parallèles entre différentes traditions dans une « prose typiquement guénonienne » comme l'explique David Bisson : par exemple, l'opération du Saint-Esprit correspond à l'action « non agissante » de Purusha ou du « Ciel ». Le Christ correspond à l'« Homme universel  ». 
Toujours est-il, qu'il décrit en détail, faisant appel à de nombreuses traditions d'Orient et d'Occident, les caractéristiques des deux premiers termes. Au Ciel correspond l'esprit, l'essence, le principe actif masculin :  c'est le « pôle lumineux » ou essentiel de la manifestation, le principe qui donne naissance aux formes, aux existences à partir de la substance primordiale (l'autre terme : la Terre). Il est symbolisé par l'« Esprit divin » au-dessus des eaux dans la Genèse ou par le soleil qui se reflète dans l'eau. À la Terre correspond la matière (au sens de la materia de la scholastique), la substance primordiale, le principe passif féminin, : c'est une « puissance pure » dénuée de toute propriété qualitative, souvent symbolisée par les « eaux primordiales  » comme au début de la Genèse,
Tout notre monde repose sur l'union de ce premier couple « primordial » : la complémentarité des deux principes dans tous les êtres est symbolisée, par exemple, par le Yin et Yang, ou le symbole de l'androgyne. Les mouvements vers un pôle ou vers l'autre, ou les actions pour aller vers un pôle ou l'autre (dans le cadre de pratiques spirituelles) sont représentés par de très nombreux symboles,, : la double spirale (très souvent représentée dans l'Antiquité), les deux formes du swastika, le pouvoir des clefs, le vajra, etc. 
Comme l'explique David Bisson, pour Guénon la « mission » de l'homme consiste justement à réintégrer ces deux éléments pour réaliser, au niveau horizontal, l'ensemble de ses potentialités (Terre) et s'identifier, au plan vertical, au principe suprême (Ciel). C'est Le Symbolisme de la Croix », sur lequel Guénon a déjà écrit un livre. Il ne revient pas sur les détails de ce symbolisme, mais le rôle de l'être humain, le but ultime de l'existence, devient beaucoup plus clair dans ce livre grâce au symbolisme de la « Grande Triade » : il doit devenir le « Fils », le « médiateur » entre les deux principes cosmiques. C'est uniquement dans ce cas, qu'il va devenir, dans une première étape, ce que Guénon avait appelé l'« Homme véritable » arrivé au centre de la croix, et ultimement l'« Homme universel » par ascension sur l'axe vertical. Il est à noter qu'il ne s'agit pas de devenir « un pur esprit » qui s'identifierait au Ciel seulement : l'« Homme universel » équilibre les deux principes et reste enraciné dans la terre et dans le monde de l'existence manifestée.
Il décrit une véritable « anthropologie » traditionnelle, expliquant que la constitution de l'individualité dépend de deux éléments : l'un intérieur et actif qui correspond à ce que l'être est en lui-même, qui est sa principale détermination, l'autre extérieur et passif qui correspond à l'ensemble des influences du milieu dans lequel il se manifeste,. Ce milieu a plusieurs niveaux : les influences cosmiques (être et univers), l'hérédité physiologique (être et espèce) et l'hérédité psychique (être et famille). La première phase de la liberté de l'homme consiste « à se mettre en conformité avec les éléments du milieu afin de parcourir toute l'étendue de ses potentialités », ce qui correspond à la réalisation horizontale dans  Le Symbolisme de la Croix. Il devient ainsi l'« Homme véritable », c'est au fond l'homme réellement normal qui a développé toutes l'intégralité des possibilités de la nature humaine. Point important, dans cette perspective traditionnelle, le milieu conditionne moins l'homme qu'il ne le révèle. La deuxième phase de la liberté de l'homme est obtenue en quittant l'état limité d'être humain pour connaître tous les états de manifestations jusqu'au « Principe » suprême correspondant  à l'ascension verticale dans  Le Symbolisme de la Croix. Il est devenu l'« Homme universel » qui a transcendé la condition humaine. C'est la montée de la « Terre » vers le « Ciel » : la communication avec les influences d'en bas et d'en haut est réalisée par les rites. Les rites permettent la communication avec les états supérieurs de l'être depuis un état inférieur d'où leur importance essentielle.

Caractère chinois correspondant au mot wang, mot désignant le roi. Les trois lignes horizontales correspondent au Ciel, à l'« Homme » et à la Terre de la Grande Triade. Le trait vertical unifie les trois plans. D'après Guénon, une signification plus profonde du mot wang est donc le Roi-Pontife qui est l'équivalent de l'« Homme universel ». Dans la Chine ancienne, l'Empereur symbolisait cet « Homme universel » et devait accomplir de nombreux rites publics pour assurer l'harmonie du monde.

Alors que ses livres précédents avaient pu laisser croire que l'homme n'était qu'une manifestation illusoire vouée à disparaître, ce qui avait été critiqué par les théologiens, il montre clairement ici  que ce n'est pas ce qu'il avait voulu dire : l'homme est à la croisée de tous les mondes et de tous les états d'être. L'« Homme universel », le « Fils », a intégré et équilibré tous les aspects du cosmos. L'être humain n'est pas qu'un rouage de la mécanique universelle, il a pour but de s'identifier au centre du monde qui devient le moteur de son équilibre,. Lorsqu'il est devenu l'« Homme universel », le « Fils », il s'identifie au « moteur immobile » du cosmos, formulation que l'on retrouve de l'Extrême-Orient jusqu'à Aristote. Son action de présence maintient l'existence de ce monde : elle en révèle son unité, son sens.
En chinois, le mot wang  désigne le Roi mais a, d'après Guénon, une signification plus profonde. Son caractère, 王, est, en effet, composé de trois lignes horizontales correspondant au Ciel, à l'« Homme » et à la Terre.  Les trois sont unis par le signe vertical et ici cela signifie unir le Ciel et la Terre. Wang veut donc dire le Roi-Pontife qui est l'équivalent de l'« Homme universel ». Il assure le pont entre ce monde et le Ciel (comme le Pontifex maximus à Rome).  D'après Guénon, dans la Chine ancienne, l'Empereur devait assurer au moins symboliquement ce rôle de médiateur : il réalisait des rites publics, comme des circumambulations dans le  Ming tang, un édifice qui symbolisait l'univers, qui avaient pour but  d'assurer l'harmonie universelle. Il jouait donc le rôle de régulateur de l'ordre cosmique,.
Au chapitre XXIV, Guénon identifie le « Fils » de la Grande Triade au Bouddha, pas seulement dans le sens du personnage historique du fondateur du bouddhisme, mais dans son sens plus général qui l'identifie à la notion d'Avatâra dans l'hindouisme ou au Christ dans le christianisme :  il correspond à la « redescente du Ciel en Terre ». Il apporte les influences célestes en ce monde après les avoir incorporées à sa propre nature et représente « véritablement le Ciel par rapport au domaine humain »,.  Tout cela renvoie à  l'un de ses articles des Études traditionnelles de janvier 1939 où Guénon avait complété la description du rôle que pouvait jouer l'être humain : il avait précisé que le stade ultime du chemin spirituel n'est pas d'atteindre l'union avec le « Principe », le « Soi ». Curieusement, il y a un stade encore plus élevé et Guénon dit qu'il en est fait rarement mention : il s'agit, après d'avoir atteint l'union ultime (ce qu'il appelle « la réalisation ascendante »), de choisir de revenir dans le monde des formes (ce qu'il appelle   « la réalisation descendante »),. Ce « retour » peut sembler comme une régression, un choix de revenir à un stade inférieur. Or, Guénon déclare que, du point de vue initiatique, c'est le contraire : seul celui qui est revenu dans le domaine des formes est celui qui a atteint le stade ultime de la hiérarchie initiatique. Guénon explique que cet état est celui désigné par le terme du Bodhisattva dans le bouddhisme. D'un point de vue extérieur, cela semble correspondre au niveau de celui qui est juste avant celui du bouddha et qui choisit d'attendre d'atteindre l'état d'éveil pour le bien de tous les êtres. Mais du point de vue le plus élevé, c'est le contraire : le Bodhisattva est, en fait, l'état le plus élevé. Il s'agit de l'état du bouddha en tant qu'il a choisi de ne pas se retirer dans le nirvana et de justement revenir pour le bien de tous les êtres. Guénon déclare qu'il s'agit bien du stade ultime mais que cette « redescente »  correspond à un « sacrifice », sans que cela ait un sens moral, mais plutôt dans le sens étymologique de « rendre sacré ». Cet être est littéralement une « victime » : il s'agit donc d'êtres exceptionnels qui sont missionnés sur Terre. Tous leurs actes ont un sens sacré « procédant directement de l'inexprimable  », un caractère « avatârique » porteur d'une immense influence spirituelle : sa mission étant de montrer la « Voie » aux autres êtres. Il termine qu'il s'agit de cas extrêmement rares et ajoute « mais d'autre part, les états de l'être étant en multiplicité indéfinie, quelle raison peut-il y avoir là qui empêche d'admettre que, dans un état ou dans un autre, tout être ait la possibilité de parvenir à ce degré suprême de la hiérarchie spirituelle ?  ».
David Bisson en conclut que Guénon peut être considéré, paradoxalement, comme le défenseur d'un certain « humanisme traditionnel » (paradoxalement tant Guénon a fustigé l'humanisme individualiste de la Renaissance) : mais un humanisme qui place l'homme véritable (celui qui a atteint la réalisation) au centre du monde manifesté à qui il donne sens. Loin de se fondre dans une abstraction illimitée, il ne se coupe pas du monde mais doit, au contraire, en montrer l'harmonie aux autres êtres et leur indiquer la « Voie ».
Le livre fut publié dans de très mauvaises conditions : André Jannot un admirateur de Guénon qui s'était converti au soufisme et était membre de la tariqa de Frithjof Schuon créa La Revue de la Table ronde à Nancy où participaient d'autres de ses lecteurs. Il fut décidé que La Grande Triade soit publié dans ce cadre : Gallimard qui avait publié les précédents ouvrages de Guénon ne voulait pas plus de trois livres par an dans la collection « Tradition » créé pour lui et Guénon semble avoir souhaité prendre de l'indépendance vis-à-vis de la librairie Paul Chacornac. Mais l'amateurisme de l'équipe et « la négligence véritablement inconcevable » (les mots sont de Guénon) de Pierre Didry, l'associé de Jannot, (même le papier du livre était de très mauvaise qualité) firent que le lancement du livre fut un échec et toute publication fut arrêtée de ce côté,.